# Sergio Martínez Pereyra
Sergio Alberto Martínez Pereyra (* 19. April 1977 in Lascano) ist ein ehemaliger uruguayischer Fußballspieler.

## Verein
Der 1,82 Meter große Torhüter Sergio Martínez gehörte in den Jahren 2002 und 2003 dem Kader des uruguayischen Vereins Alianza Fútbol Club an. In der Spielzeit 2002 belegte er mit dem Klub in der Gesamt-Abschlusstabelle den neunten Platz in der Segunda División. Dabei kam er mindestens in der Clausura 2002 14-mal in der Liga zum Einsatz. In der Folgesaison wurde er mit dem Zweitligisten Alianza FC 16. der Gesamttabelle. In der Apertura 2003 stehen dabei 16 absolvierte Ligaspiele für ihn zu Buche.